# The One (canção de Kylie Minogue)
"The One" é uma canção gravada pela cantora australiana Kylie Minogue, para seu décimo álbum de estúdio, X (2007). Escrita por Minogue, Richard Stannard, James Wiltshire e Russell Small, John Andersson, Emmoth Johan e Emma Holmgren, enquanto produzida por Stannard e Freemasons, a faixa foi lançada como o quinto e último single do álbum em 28 de julho de 2008 pela gravadora Parlophone através de download digital.
Originalmente, a canção foi gravada pelo grupo Laid com participação de Emma Holmgren, e incluída na compilação Mastercuts Funky House (2006), mas logo foi cedida para Minogue gravar. "The One" é uma canção que traz elementos de dance-pop, electropop e synth-pop, e liricamente  tem Minogue dizendo ao seu interesse amoroso que ela é "a única", e querendo que ele a ame. A faixa recebeu avaliações geralmente mistas de críticos musicais, com alguns dizendo que era um dos destaques do álbum, enquanto outros acharam que não era o suficiente para salvá-lo.
Comercialmente, a faixa teve um desempenho moderado nas tabelas musicais, alcançando o top 40 de países como Reino Unido e República Tcheca. O videoclipe acompanhante para "The One" foi gravado durante um dos intervalos da turnê KylieX2008 em Manchester, Reino Unido. Ele foi dirigido por Ben Ib e estreou no website oficial da cantora em 11 de agosto de 2008. O vídeo apresenta a artista em vários figurinos sob efeitos de caleidoscópio. A música foi cantada por Minogue em diversos concertos e turnês, mais recentemente na turnê de festivais Summer 2019.

## Antecedentes
"The One" foi originalmente gravada sob o título de "I'm the One" pelo grupo de dance music Laid com participação de Emma Holmgren, e incluída na compilação Mastercuts Funky House (2006), mas logo foi cedida para Minogue gravar. Em uma entrevista com o Channel 4, Russell Small, do duo Freemasons, destacou que "nós co-produzimos uma faixa para seu novo álbum chamada 'The One' com um cara chamado Biff Stannard, que escreve para as Spice Girls e tem algumas outras faixas no álbum de Kylie. Mandamos a faixa há um ano e não ouvimos nada por cerca de dez meses, ponto em que estávamos tentando pegá-la de volta porque queríamos em nosso próprio álbum, mas um dia antes de finalizarmos nosso álbum, descobrimos foi aceita entre as centenas de faixas enviadas para Kylie". "The One" foi remixada por Freemasons e lançada em 28 de julho de 2008 mundialmente apenas como download digital como o quarto single de X, enquanto foi liberada em 20 de setembro na Oceania através do mesmo formato.

## Composição

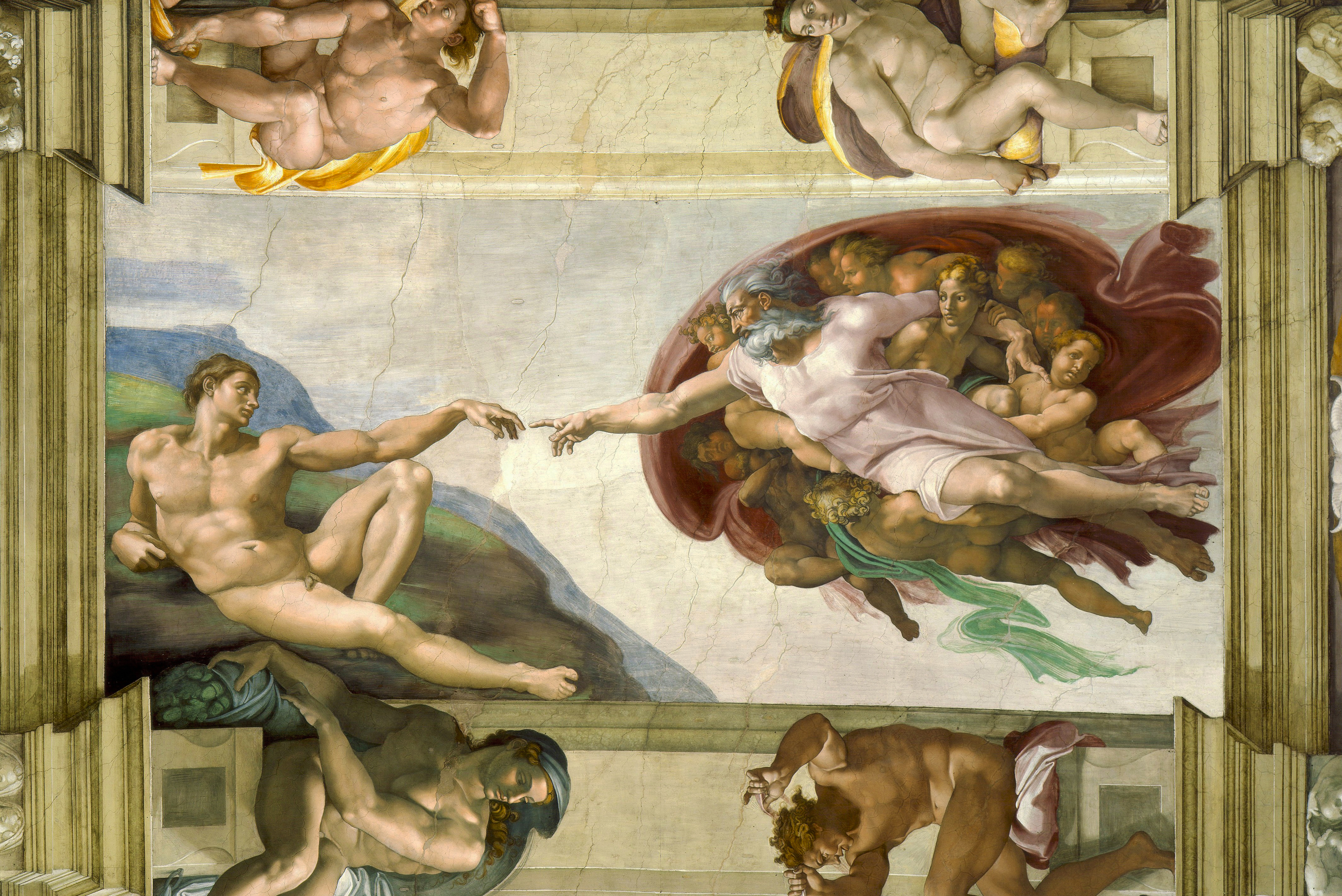
A letra de "The One" faz referência ao escultor italiano Michelangelo e sua obra A Criação de Adão (1511)

Musicalmente, "The One" é uma canção que traz elementos de dance-pop, electropop e synth-pop. De acordo com a partitura publicada no website Musicnotes.com pela Sony/ATV Music Publishing, a faixa é definida em tempo comum e está escrita na chave de ré maior. Os vocais de Minogue variam desde a nota fá sustenido3 até a nota ré5. A música tem um andamento acelerado de 123 batidas por minuto. Fraser McAlpine da BBC Music disse que na versão do álbum, Minogue tem os "vocais sensuais usuais, grandes sintetizadores correndo no refrão para acelerar a implorante letra 'me ame, me ame, me ame'", e comentou sobre a versão do single, dizendo que o duo Freemasons "consegue se encaixar muito bem nessa música; embora haja uma diferença substancial entre o original e este (ou seja, alguns grandes sintetizadores peludos e uma batida rave), a original é forte o suficiente para ficar de pé sem se afogar sob o tratamento dos Freemasons".
Jax Spike do About.com sentiu que a música era uma balada e comparou-a com seu single anterior "I Believe in You" (2004), enquanto Tom Ewing da Pitchfork disse que "'The One' brilha gloriosamente com guitarras de New Order e sintetizadores de código morse", e que "traz uma onda de confiança quase tangível". Liricamente, a música tem Minogue dizendo ao seu interesse amoroso que ela é "a única", e querendo que ele a ame, repetindo quatro vezes a frase "Me ame". Ela também faz referência ao escultor italiano Michelangelo com a frase "perto do toque como Michelangelo". Minogue comentou que ela e os produtores da música ficaram "encantados em conseguir colocar a palavra Michelangelo" na faixa.

## Análise da crítica
"The One" recebeu avaliações geralmente mistas de críticos musicais. Fraser McAlpine, da BBC Chart Blog, deu à canção uma crítica positiva, dando uma pontuação máxima de cinco estrelas. Ele disse: "Eu fui lírico sobre o quão sedutoramente amigável Kylie é, vocalmente, antes e não há nada tão absolutamente extraordinário sobre essa música, musicalmente, que realmente precise de uma análise total para ser revisada e talvez isso signifique ser genérica, ao invés de genial, mas se Kylie pode vender isso onde Roisin Murphy e (até certo ponto) Cyndi Lauper estão falhando, então está longe de ser uma coisa ruim". Peter Robinson, do The Observer, chamou-a de uma canção "triste [e] épica disco", classificando-a como uma das melhores faixas do álbum e uma das melhores de sua carreira. Tom Ewing do website Pitchfork declarou que era uma "música descomplicada", e era "o que Minogue sempre fez melhor, e de volta à sua zona de conforto ela prospera". Chris Long da BBC Music disse que "The One" segue a excelente tradição da artista de "fazer músicas capazes de quebrar seu coração e sacudir seu traseiro". Dan Weiss da revista Lost at Sea sentiu que a obra prestava "homenagem ao New Order".
Dando à música quatro de cinco estrelas, Nick Levine do Digital Spy escreveu: "Esta beleza techno-pop cintilante se encaixa perfeitamente em Minogue, e ela responde investindo em uma de suas melhores performances vocais, conseguindo soar angelical e vigorosa exatamente ao mesmo tempo. Não será suficiente para salvar X, mas 'The One' é um bom lembrete de que quase ninguém bate Kylie quando ela está em sua melhor forma". Michael Hubbard do MusicOMH declarou que a faixa era a música mais memorável do álbum X, comparando a música à de New Order e Goldfrapp, mas afirmou que "no final das contas não consegue decolar". Jax Spike do About.com disse que a música não era ruim, mas disse que a música falhou em adicionar "algo novo à mesa na progressão do álbum". Dave Hughes da Slant Magazine disse junto com "Stars", "The One" não abria muitos novos caminhos para Minogue, mas pelo menos ela parecia confortável com elas. Em uma crítica para a AllMusic, Christopher True não ficou impressionado com a faixa e a classificou na seleção de músicas "pop frias e calculadas" do álbum. Semelhantemente, Joan Anderman, do The Boston Globe, disse que a música era um dos "hinos dance-pop frios" de X. Evan Sawdey do PopMatters sugeriu que a música teria sido boa na época em que a artista trabalhou com os produtores Stock Aitken Waterman, mas deu ênfase no fato de que isso "não é uma coisa boa".

### Reconhecimento
Jason Shawhan do About.com classificou "The One" no décimo segundo lugar de sua lista de canções do ano em 2007. Aidin Vaziri do San Francisco Chronicle também incluiu a música em sua lista de melhores músicas pop do ano seguinte, escrevendo: "Tendo enfrentado o câncer, Minogue não estava em busca de simpatia, mas de adoração não adulterada nesta elétrica faixa de retorno". Jude Rogers do The Guardian posicionou-a em sua lista de dez melhores canções da artista no nono lugar, dizendo que soava "totalmente desafiadora e gloriosa uma década depois, misturando as quantidades certas de melancolia e majestade, campismo e celebração". Alexis Petridis da mesma publicação incluiu a faixa no número 25 de sua lista contendo os 30 maiores singles de Minogue, dizendo que "você pode confundir o som de The One, se não a letra, com os Pet Shop Boys. Sua relativa falta de sucesso comercial pode ter tido mais a ver com a inconstância do mercado pop mainstream do que sua combinação de sintetizadores brilhantes, riff de guitarra de rock de estádio e grande refrão". Listando as 50 melhores canções da cantora para o Herald Sun, o jornalista Cameron Adams posicionou a faixa no número seis em sua lista, dizendo que ela era "aquela que [Minogue] deixou escapar", destacando a demora em ser lançada como single, e "quando The One saiu - ostentando precisamente o tipo de eletro-pop clássico de Kylie que o mundo amava - tudo estava acabado".

## Videoclipe

Imagem de Minogue no videoclipe em efeito de caleidoscópio

O videoclipe acompanhante para "The One" foi dirigido por Ben Ib e gravado em um estúdio de chroma key na Manchester Evening News Arena em Manchester, Reino Unido, durante uma noite de folga de Minogue da turnê KylieX2008. Produzido pela Blink TV, o vídeo teve Minogue como comissionada da produção, bem como de seu próprio figurino, cabelo e maquiagem. Também contou com Tom Colbourne como produtor, Alex Hemming como diretor de fotografia, Gavin Davis, Dan Kitchener e Josh Michnik como animadores 2D e Shaun Yue como animador 3D, com o próprio diretor auxiliando nos dois tipos de animações. Ele também foi o responsável pela edição do videoclipe juntamente com Amanda James. O vídeo estreou online no website oficial de Minogue em 11 de agosto de 2008.
O diretor explicou que o vídeo foi inspirado por imagens iniciais de um e-mail enviado pela cantora, incluindo trabalhos dos artistas Man Ray e Alexander Rodchenko, e das atrizes Carole Lombard e Lauren Bacall. Segundo ele, influências do cineasta Fritz Lang, do estilo de desenho art déco, da companhia de produção Powell and Pressburger, do romance The Wizard of Oz, e do coreógrafo e cineasta Busby Berkeley também foram incluídas no trabalho final. Ib finalizou dizendo que foi "divertido trabalhar com alguém tão icônico quanto Kylie" e que ela "fica ótima em qualquer esquema de cores".
O videoclipe começa com um dançarino (Jason Beitel) e uma bailarina (Nikki Trow) rodopiando, enquanto um efeito de luzes em caleidoscópio está em segundo plano, muitas vezes produzido por um espirógrafo. Minogue aparece com um um cabelo longo e liso, e em seguida, a artista aparece vestido com uma roupa da década de 1920, com seu cabelo enrolado. Ao longo do vídeo, uma continuação do efeito caleidoscópio é vista e Minogue logo após aparece vestida em um vestido longo de seda branco, enquanto no final, a cantora é vista com óculos de sol Ray-Ban Wayfarer com um corte de cabelo curto cantando a última parte da música.

## Apresentações ao vivo

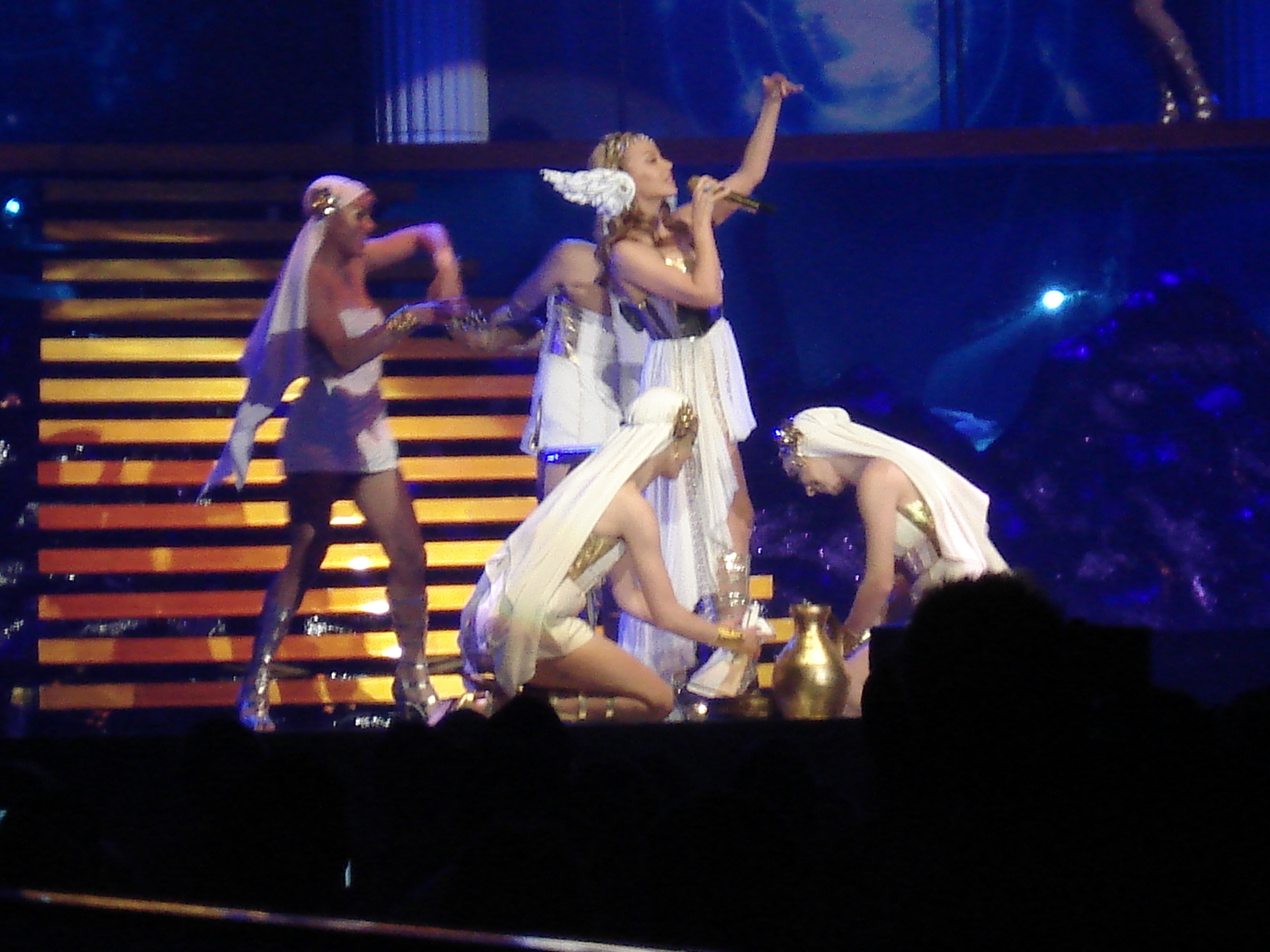
Minogue em apresentação de "The One" durante a Aphrodite: Les Folies Tour em 2011

"The One" foi apresentada pela primeira vez no especial The Kylie Show, transmitido em 10 de novembro de 2007 no canal britânico ITV. A música foi posteriormente cantada como um bis durante a turnê KylieX2008 em promoção ao álbum X. A faixa foi incluída na turnê For You, for Me de 2009, sua primeira excursão pela América do Norte, também durante o bis dos concertos. Minogue cantou "The One" no primeiro bloco da Aphrodite: Les Folies Tour, que cobriu grande parte de 2011, com uma breve introdução de harpas. Durante sua série de concertos de Natal intitulada A Kylie Christmas no Royal Albert Hall em 2016, a faixa foi apresentada novamente.
Enquanto divulgava seu décimo quarto álbum de estúdio Golden em 2018, a artista cantou a música em alguns concertos da turnê promocional Kylie Presents Golden; ela começava em forma de balada, mas ao decorrer da apresentação transformava-se em uma versão dançante. Minogue interpretou "The One" novamente na mesma versão durante a Golden Tour, ocorrida em 2018 e 2019; Louise Bruton do jornal The Irish Times notou que "embora seja uma música pop vertiginosa, Minogue interpreta sua vulnerabilidade como força em canções como The One, algo que ela aperfeiçoou em cada década de sua carreira". A canção foi incluída também no repertório da turnê de festivais Summer 2019.

## Lista de faixas
CD single
1. "The One" (Edit) — 4:05
2. "The One" (Freemasons Vocal Club Mix) — 9:14

## Créditos
Créditos adaptados do encarte de X.
- Kylie Minogue — composição, vocais principais
- Richard "Biff" Stannard — composição, produção
- James Wiltshire — composição
- Russell Small — composição, percussão
- John Andersson — composição
- Johan Emmoth — composição
- Emma Holmgren — composição
- Amanda Wilson — vocais adicionais
- James Wiltshire — teclado
- Ash Howes — mixagem
- Geoff Pesche — masterização
- Ian Kirkham — saxofone alto, instrumento de sopro

## Desempenho nas tabelas musicais
No Reino Unido, "The One" estreou em seu pico de número 36 na UK Singles Chart em 3 de agosto de 2008, permanecendo apenas por três semanas na tabela. Na mesma semana, entrou no número 35 na UK Download Chart. Na Bélgica, a canção estreou no número trinta da parada Ultratip da região Flandres, que registra as canções abaixo da tabela principal, e teve sua melhor posição de número sete. Na Valônia, a faixa estreou no número 26 na mesma parada, e atingiu o pico no número quinze. Na Eslováquia, a música estreou no número 94. Em sua décima semana, subiu para o top 20 até atingir o pico de seis, tornando-se um grande sucesso e permanecendo na tabela por 25 semanas. Na Hungria, "The One" atingiu o pico de número 26 na parada do país. Na República Tcheca, a faixa estreou em seu pico de número 38, permanecendo nesta mesma posição por duas semanas consecutivas.
| Tabela (2008)                     | Melhor posição |
| --------------------------------- | -------------- |
| Bélgica (Ultratop 40 de Flandres) | 7              |
| Bélgica (Ultratip da Valônia)     | 15             |
| Eslováquia (IFPI)                 | 6              |
| Hungria (Rádiós Top 40)           | 26             |
| Reino Unido (UK Singles Chart)    | 36             |
| Reino Unido (UK Download Chart)   | 35             |
| República Tcheca (IFPI)           | 38             |
| Russia Airplay (Tophit)           | 61             |

## Histórico de lançamento
| Região  | Data                   | Formato          | Gravadora  | Ref.   |
| ------- | ---------------------- | ---------------- | ---------- | ------ |
| Mundo   | 28 de julho de 2008    | Download digital | Parlophone | [ 48 ] |
| Oceania | 20 de setembro de 2008 | Download digital | Mushroom   | [ 5 ]  |